# Amerikai női jégkorong-válogatott
Az amerikai női jégkorong-válogatott az Amerikai Egyesült Államok nemzeti csapata, amelyet az Amerikai Jégkorongszövetség irányít. A válogatott tízszer nyerte meg a világbajnokságot és kétszer az olimpiát.

## Eredmények

### Világbajnokság
- 1990 –  Ezüst
- 1992 –  Ezüst
- 1994 –  Ezüst
- 1997 –  Ezüst
- 1999 –  Ezüst
- 2000 –  Ezüst
- 2001 –  Ezüst
- 2004 –  Ezüst
- 2005 –  Arany
- 2007 –  Ezüst
- 2008 –  Arany
- 2009 –  Arany
- 2011 –  Arany
- 2012 –  Ezüst
- 2013 –  Arany
- 2015 –  Arany
- 2016 –  Arany
- 2017 –  Arany
- 2019 –  Arany
- 2021 –  Ezüst
- 2022 –  Ezüst
- 2023 –  Arany

### Olimpiai játékok
- 1998 –  Arany
- 2002 –  Ezüst
- 2006 –  Bronz
- 2010 –  Ezüst
- 2014 –  Ezüst
- 2018 –  Arany
- 2022 –  Ezüst